# آرینی
آرینی (به فرانسوی: Arrigny) یک کمون در فرانسه است که در canton of Saint-Remy-en-Bouzemont-Saint-Genest-et-Isson واقع شده‌است. آرینی ۱۶٫۰۸ کیلومتر مربع مساحت دارد ۱۱۴ متر بالاتر از سطح دریا واقع شده‌است.